# 이병식 (1785년)
이병식(李秉植, 1785년-1851년)은 조선 후기의 문신으로 추존 장조의 장남 은언군의 손자 종실 익평군 이희(益平君 李曦)에게 출계한 덕안군 이재덕(德安君 李載悳)의 생조부이다.

## 생애
조선 후기의 문신으로 본관은 전주, 휘는 병식(祖植), 자는 공규(公珪) 또는 공규(公圭)이다. 덕흥대원군의 10대손이며, 현감(縣監) 증 이조참판(吏曺參判) 이명익(李明翼)의 증손이고, 도승지(都承旨) 이형규(李亨逵)의 손자이다. 아버지는 돈녕도정(敦寧都正) 증 가선대부(嘉善大夫) 이조참판(吏曺參判) 이황(李潢)이며, 어머니는 판서(判書) 전주인(全州人) 유당(柳戇)의 딸로 증 정부인 전주유씨(全州柳氏)이다.
부인은 승지(承旨) 파평인(坡平人) 윤응대(尹應大)의 딸로 공인 파평윤씨(恭人 坡平尹氏)이다.
증 이참 황의 2남으로 1785년 12월 21일 탄생하였다. 1816년(순조 16) 병자(丙子) 식년시(式年試) 진사(進士) 3등(三等) 20위에 급제하여 1831년(순조 31) 목릉 참봉(穆陵參奉)에 제수되었다.
1832년(순조 32) 과행행시(果幸行時) 때 승육(升六)에 가자되어 1833년(순조 33) 의금부 도사(義禁府都事)에 제수되었다가 이해 10월 사직서 령(社稷署令)에 제수되었다.
1834년(순조 34) 청양 현감(靑陽縣監)에 제수되었다가 을미(乙未) 1835년(헌종 1) 중계 파직(中啓罷職)되었다.
1838년(헌종 4) 무술(戊戌) 정시(庭試)에 급제하고, 1851년(철종 2) 5월 3일 향년 67세로 별세하여 양주 맹곡 좌(坐)로 장사지냈다.

## 가족관계
- 증조부 : 이명익(李明翼), 도정궁 사손(嗣孫) 돈녕도정(敦寧都正) 증 가의대부(嘉義大夫) 이조참판(李曺參判) 이세정(李世禎)의 5남.
- 조부 : 이형규(李亨逵)
- 아버지 : 이황(李潢)
- 어머니 : 증 정부인 전주유씨(全州柳氏), 판서(判書) 전주인(全州人) 유당(柳戇)의 딸.
- 부인 : 공인 파평윤씨(恭人 坡平尹氏), 승지(承旨) 파평인(坡平人) 윤응대(尹應大)의 딸.
  - 1남 : 이계(李烓, 1815년-1855년)
    - 손자 : 덕안군 이재덕(德安君 李載悳), 추존 장조의 장남 은언군의 손자 종실 익평군 이희(益平君 李曦)에게 출계.

  - 4남 : 이희(李熺, 1822년-1852년), 종숙(從叔) 생원장원(生員壯元) 이운식(李雲植)에게 출계.
  - 녀 : 해평인(海平人) 윤장석(尹章錫)에게 출가.
- 부실
  - 2남 : 이주(李火+壽, 1818년-1860년)
- 부실
  - 3남 : 이헌(李瀗, 1818년-1865년)
  - 녀 : 동래인(東萊人) 정근(鄭根)에게 출가.
  - 녀 : 언양인(彦陽人) 김선행(金善行)에게 출가.